# منطقه صنعتی چوکیو

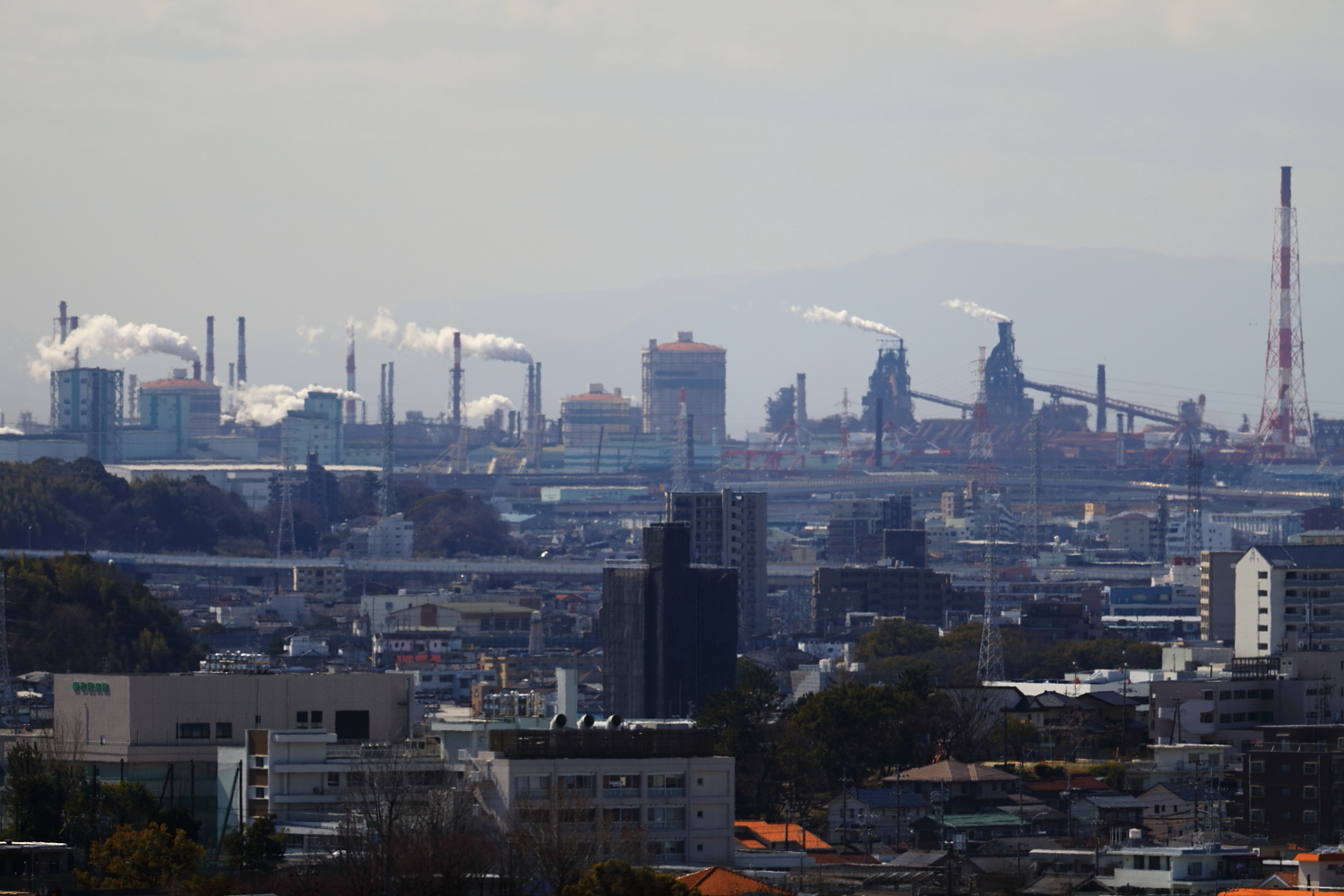
کار آهن و فولاد ناگویا

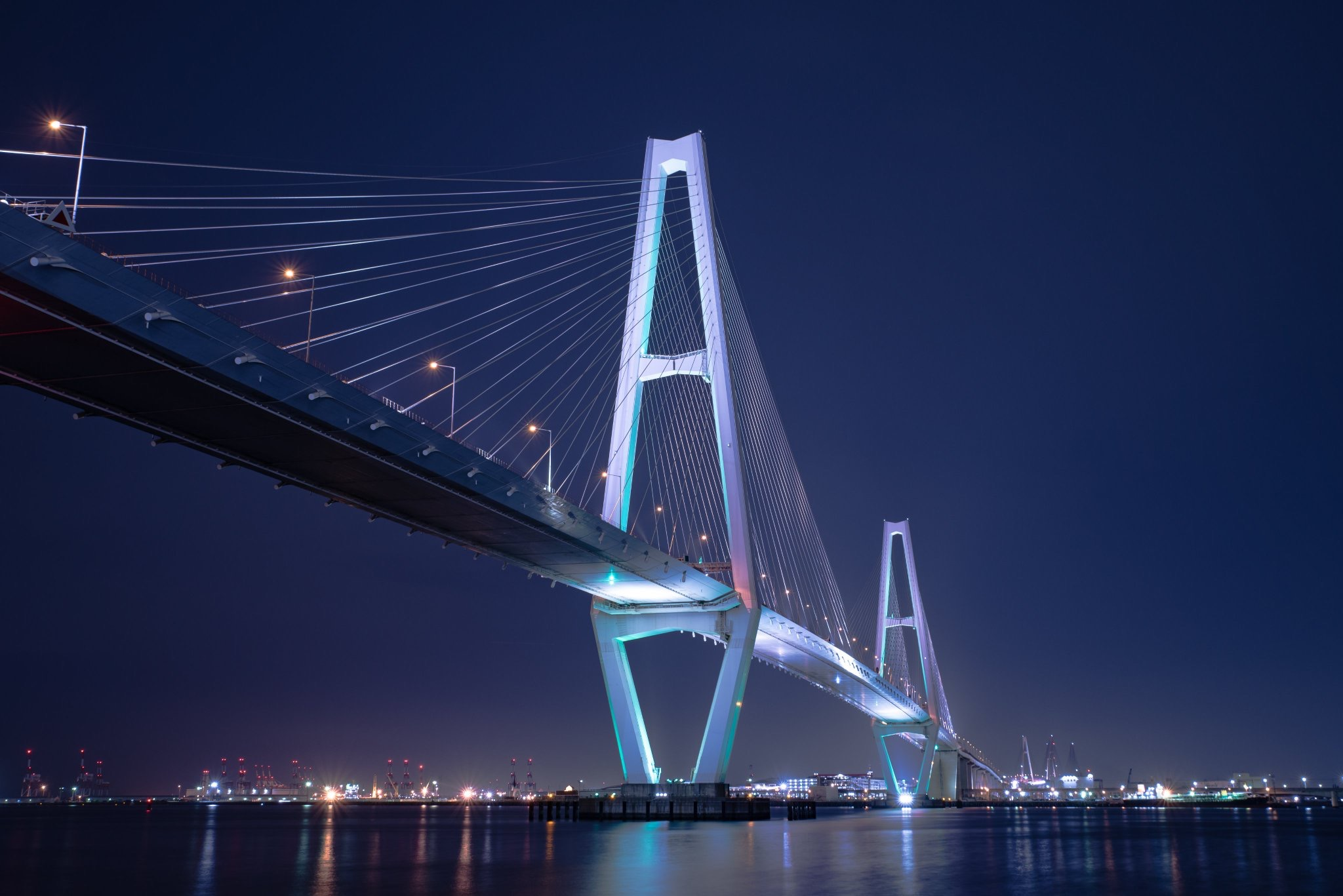
پل تریتون میکو

منطقه صنعتی چوکیو (انگلیسی: Chūkyō Industrial Area) نام دیگر منطقه شهری چوکیو و مناطق اطراف آن است که پیوندهای اقتصادی قوی با آن دارند. این منطقه صنعتی شامل استان های آیچی، گیفو و میه است. یکی از شرکت های مسلط منطقه، شرکت تویوتا است.